# 17736 Zhifeiyu
17736 Zhifeiyu este o planetă minoră (asteroid), cu un diametru de 8,588 km, din centura de asteroizi. A fost descoperită pe 23 ianuarie 1998 la Experimental Test Site⁠(d) de Lincoln Near-Earth Asteroid Research. 
Obiectul prezintă o orbită caracterizată de o semiaxă mare de 2,611849 UAi, o excentricitate de 0,09, o înclinație de 5,35947 ° în raport cu ecliptica.